# Phalaenopsis minus
 Phalaenopsis minus — епіфітна трав'яниста рослина родини орхідні.
Вид не має усталеної української назви, в україномовних джерелах використовується наукова назва Phalaenopsis minus.

## Синоніми
- Doritis minus(Seidenf.) T. Yukawa & K. Kita 2005
- Kingidium minusSeidenf. 1988
- Phalaenopsis minor(Seidenf.) Christenson 2001

## Історія опису
Перше рослина було виявлено в 1987 році. 
 Суперечки щодо приналежності цього виду до роду Kingidium продовжуються досі і можуть бути завершені тільки після вивчення ДНК.

## Біологічний опис
Моноподіальний епіфіт середніх розмірів. 

Стебло коротке, приховане основами листя.
Коріння добре розвинене. 

Листя еліптичне, довжиною 9-15 см 

Квіти характерні, легко відрізняються від кольорів інших видів роду. Відкриваються послідовно.

## Ареал, екологічні особливості
Північний Таїланд (Фу Луанг поблизу Loei) вздовж кордону з Лаосом. 

Відноситься до числа видів, що охороняються (другий додаток CITES).

## У культурі
Температурна група — помірна і тепла. Для нормального цвітіння обов'язковий перепад температур день/ніч в 5-8°С. 
 Освітлення — яскраве розсіяне світло, півтінь.
У гібридизації почав використовуватися відразу після відкриття.

## Первиннігібриди
- Donna's Delight — equestris х minus (Bill Tippit) 2005
- Java Mini — javanica х minus (Hou Tse Liu) 2006